# Каштру-Дайри
Ка́штру-Да́йри (порт. Castro Daire; ['kaʃtɾu 'daiɾ(ɨ)]) — посёлок городского типа в Португалии, центр одноимённого муниципалитета в составе округа Визеу. Находится в составе крупной городской агломерации Большое Визеу. По старому административному делению входил в провинцию Бейра-Алта. Входит в экономико-статистический субрегион Дан-Лафойнш, который входит в Центральный регион. Численность населения — 4,6 тыс. жителей (посёлок), 16,7 тыс. жителей (муниципалитет) на 2006 год. Занимает площадь 376,25 км².
Покровителем посёлка считается Апостол Пётр (порт. São Pedro).
Праздник посёлка — 29 июня.

## Расположение
Посёлок расположен в 26 км на север от адм. центра округа города Визеу.
Муниципалитет граничит:
- на севере — муниципалитет Синфайнш, Резенде, Ламегу, Тарока
- на востоке — муниципалитет Вила-Нова-де-Пайва
- на юге — муниципалитет Визеу
- на юго-западе — муниципалитет Сан-Педру-ду-Сул
- на западе — муниципалитет Арока

## История
Поселок основан в 1185 году.

## Население
| Численность населения муниципалитета по годам | Численность населения муниципалитета по годам | Численность населения муниципалитета по годам | Численность населения муниципалитета по годам | Численность населения муниципалитета по годам | Численность населения муниципалитета по годам | Численность населения муниципалитета по годам | Численность населения муниципалитета по годам | Численность населения муниципалитета по годам |
| --------------------------------------------- | --------------------------------------------- | --------------------------------------------- | --------------------------------------------- | --------------------------------------------- | --------------------------------------------- | --------------------------------------------- | --------------------------------------------- | --------------------------------------------- |
| 1801                                          | 1849                                          | 1900                                          | 1930                                          | 1960                                          | 1981                                          | 1991                                          | 2001                                          | 2004                                          |
| 2504                                          | 9603                                          | 21 274                                        | 24 076                                        | 25 031                                        | 20 411                                        | 18 156                                        | 16 990                                        | 16 846                                        |

## Состав муниципалитета
В муниципалитет входят следующие районы:
1. Алмофала
2. Алва
3. Кабрил
4. Каштру-Дайре
5. Кужо
6. Эрмида
7. Эштер
8. Гафаньян
9. Гозенде
10. Маморуш
11. Мезиу
12. Моледу
13. Монтейраш
14. Мора-Морта
15. Мойнш
16. Парада-де-Эштер
17. Пепин
18. Пикан
19. Пиньейру
20. Рериш
21. Рибольюш
22. Сан-Жоанинью